# Dendrophorbium medullosum
Dendrophorbium medullosum là một loài thực vật có hoa trong họ Cúc. Loài này được (Sch.Bip. ex Greenm.) C.Jeffrey mô tả khoa học đầu tiên năm 1992.